# Saint-Clément-Rancoudray
 Saint-Clément-Rancoudray  es una población y comuna francesa, situada en la región de Baja Normandía, departamento de Mancha, en el distrito de Avranches y cantón de Mortain.

## Demografía
| 882 | 832 | 736 | 763 | 667 | 581 |
| Para los censos de 1962 a 1999 la población legal corresponde a la población sin duplicidades (Fuente: INSEE [Consultar]) |     |     |     |     |     |